# Pandora (Gerhard)

Imagen del compositor Robert (Roberto) Gerhard

Pandora es el último ballet compuesto y completado del compositor catalán Robert Gerhad durante su estancia en Cambridge entre diciembre de 1942 y abril de 1945. Fue concebido entre los años 1943-44, encargada por el alemán Ballet Jooss y dedicada a Alice Isabella Roughton. La primera versión, creada para dos pianos y percusión (un conjunto que Jooss ya había hecho uso antes de su exilio y que el compositor ya había dominado en otros ballets), posiblemente como consecuencia de las dificultades vinculadas con la Segunda Guerra Mundial, se estrenó en el Arts Theatre de Cambridge el 24 de enero de 1944 aunque cinco años más tarde se pudo escuchar en Londres la suite del ballet que el propio compositor había arreglado para una orquesta de dimensiones pequeñas. Hein Heckroth fue el escenógrafo del libreto de la coreografía que corrieron a cargo de Kurt Jooss y de la música de Robert Gerhard.

## Antecedentes
Robert Juan René Gerhard Ottenwaelder no tuvo la aceptación de su padre a la hora de elegir la música como su profesión, pese a que hubiese tenido una educación musical desde que era un infante. Este último siendo suizo y la madre francesa, regresó a Cataluña para estudiar piano bajo la dirección del Enrique Granados y composición bajo la de Felipe Pedrell tras terminar los dos años de estudios comerciales. Sin haber encontrado éxito en Manuel de Falla, se mudó a Viena y a Berlín bajo la dirección de Arnold Schönberg posterior a la muerte de Pedrell, y fue de estas amistades (Schönberg, Anton Webern, etc.) lo que posibilitó traerlos a Barcelona después de su vuelta en 1928, a los cuales pudo dar a conocer eminencias como Joan Miró y Pau Casals en la misiva de promocionar la música nueva a través de conciertos y artículos.
Afín a la Segunda República Española y a la autonomía catalana (cita necesaria) –donde fue asesor de la Generalidad de Cataluña–, el triunfo del golpe franquista lo llevó al exilio primero a Francia y posteriormente a Reino Unido (Cambridge) donde finalmente falleció a razones de problemas cardíacos el 5 de enero de 1970; solo volvió para visitas privadas a una dictadura donde se le ignoraba y se borraba su imagen y legado completamente (cita necesaria). Después del exilio comenzó a usar militantemente el nombre de pila Roberto pese a que es después de 1921 cuando comienza a firmar a nombre de Roberto Gerhard.
Gracias al contacto con las últimas tendencias europeas de la época unido a la admiración del pasado, Gerhard adquirió un matiz humanista en su producción, un proyecto sonoro independiente, autogestionado, de los doce sonidos naturales de la escala temperada, una visión totalmente novedosa comparado con otros compañeros coetáneos, los cuales se exiliaron a comunidades americanas como México, Argentina y demás que estaban más bien marcados por patrones estéticos más cercanos a la tradición hispana. Sus obras de los años 1940 desvelan, no obstante, una añoranza a la patria perdida en el uso explícito de temas catalanas y españolas que actúan como trasfondo en unas obras esencialmente nacionalistas con la aproximación cada vez más vanguardista a la composición por la influencia del serialismo de Schönberg –y las vanguardias europeas– de mediados del siglo XX. Esta fusión espontánea del pasado y el presente, de memoria, tradición y libertad expresiva evocadas ambas desde humanismo y la crítica, dieron como fruto una de las primeras obras concebidas en la primera década de su exilio: Pandora.

## La obra

### Concepción y construcción
Por un lado, el mito de la Caja de Pandora, del cántaro que contenía todos los infortunios en su interior. Por el otro, los males político-sociales que durante la primera mitad del siglo XX desolaron a la humanidad. Jooss, autor del guion y coreógrafo de la obra, procuró buscar ciertas relaciones entre estas dos ideas. La suite, que en resumidas cuentas se construye en cinco partes, transcurre de una atmósfera feliz a los inicios de la obra, de un clima amablemente armónico a una alocución de gran intensidad dramática que tendría que rematar otra vez en un final feliz o, por lo menos, esperanzador –según el guion literario–. La barbarie y la fulminación humanas se reúnen hasta unas culminantes consecuencias en este género de tragedia humana donde el caciquismo, el autoritarismo y la repulsa se muestran al humanismo y la memoria del Psyché (personaje que encarna la reconciliación y la paz final) en una discrepancia poética brutal. No obstante, Gerhard –conforme a sus propias palabras–, contra aquellos que a cualquier coste y valor buscan una monotonía en el pensamiento y la cultura colectiva y en oposición a la peste del olvido, traza un testimonio de resistencia haciéndose uso de canciones catalanas de su infancia, sonsonetes y recuerdos que usa a lo largo de la partitura y que las cuales no se contienen a la idea original expuesta por Jooss. 
Un año después del estreno del ballet, Gerhard escribió:

Pandora es un ballet dramático con escenario y coreografía de Kurt Jooss ... El tema es una mera transposición simbólica del clásico mito, haciendo referencia a nuestro mundo actual. El rol de la Esperanza, que se supone que de acuerdo al mito se mantiene dentro de la caja, se convierte en Psyqué aquí. Como pueden imaginar, hay una clara intención "ideológica" en todo esto y no estoy seguro si la audiencia vaya a entender las complejidades que presenta. El cualquier caso, hasta aquí, parece que, al final el trabajo fue recibido por la audiencia con gran entusiasmo.
Robert Gerhard

El interminable dilema humano del bien y el mal, los sentimientos antibelicistas y las referencias a la mitología Griega se sitúan en un contexto vagamente formulado. Cita el folclore Español y Catalán en un contexto armónico que favorece los clústers cromáticos, en el uso, como por ejemplo, de la inocente canción Antón Pirulero  –que por mucho que sea inocente hace que en el preludio inicial del ballet entremos un mundo pérfido y feroz–, de la danza macabra Ad mortem festinamus y otras melodías Catalanas, canciones populares de los Aliados de los tiempos de la Segunda Guerra Mundial y marchas Falangistas, todas siendo incluidas para poder hacer una mayor crítica a la dictadura de Francisco Franco y expresar los horrores infundados en la Guerra civil española. Así, con todo lo mencionado, el compositor modela una pregunta abierta sobre el porvenir borroso de la humanidad.

### Cambios, discusiones y descontentos
La relación entre el compositor y el coreógrafo era amistoso en un principio, pero cuando los ensayos de Pandora iniciaron, las repetidas discusiones estuvieron a punto de romper su relación. Durante el tour que prosiguió al estreno de Pandora, Jooss implemento cambios considerables en la coreografía que afectaron directamente a la música: eliminó partes de la música de Gerhard con el asesoramiento del ensemble (dos pianos y un percusionista) de la compañía de ballet, y pese a que Jooss hubiera insistido que tales cambios eran menores, solamente pidió permiso a Gerhard después del propio evento, trasformando su ya inestable vínculo en una polémica aún mayor. Gerhard habiéndose sentido profundamente decepcionado, opinó que los nuevos cambios reducían la calidad de su trabajo y corrompían sus deseos artísticos. Dicha distinción expuesta por el compositor entre la puesta en escena y la música, pudo ser la respuesta de esta insatisfacción.
Después de un año, Gerhard seguía quejándose en una carta dirigida a Jooss:

En cuanto a las libertades que te has tomado con la música –y creo que te he de hacer responsable– simplemente no tengo palabras ... Puede parecer de mínima importancia para ti, pero realmente supone una distorsión deliberada de mis intenciones ... En lo que respecta a los recortes, no pretendo discutir sobre el tema otra vez, pero diré esto: la única que pasa de manera desapercibida es la primera ... Las cicatrices de todas las demás son audibles con toda claridad para cualquier persona con sentido musical.
Robert Gerhard

La versión para una pequeña orquesta es una respuesta directa del disgusto creado por la primera versión para el pequeño ensemble –posibilidad que le ofrecía su contrato y donde se le daba permiso para alterar la instrumentación y la puesta en escena de la manera que él deseaba–. La calidad de los instrumentos que Jooss porto, conforme a Gerhard, distorsionaban la sonoridad que estaba buscando, y dijo: "Todo se ha ido por el desagüe completamente".

### Defensa
Gerhard defendió la autonomía de su música del ballet, mostrada así en la versión sinfónica del 1945: "Mi impresión es que la partitura tiene autonomía suficiente para llenar salas de concierto sin la necesidad de ninguna ayuda visual". El proyecto de Pandora no tenía una asociación demasiado importante con el escenario compuesto por Jooss y podría haberse usado perfectamente, incluso con mejores resultados para un ballet basado en un tema de Calderón de la Barca. El uso periódico de la melodía de Ad mortem festinamus, una monodia presentada en el Llibre Vermell de Montserrat, que desde la perspectiva narrativa y estética podría coincidir con el mundo proyectado para un ballet basado en un texto de Calderón, es una de las mayores razones expuestas para corroborar esta teoría. De hecho, el compositor ya comentó un ballet en el octubre del 1942 sobre La Mojiganga de la muerte, la cual habría sido lo que habría tenido en la cabeza a la hora de componer Pandora.

### Estructura
La estructura del ballet tal y como fue mostrada en el programa del Cambridge Arts Theatre en 1944.
| Parte 1 | Primer movimiento  | La multitud que busca - Pandora                                          |
|         | Segundo movimiento | La Juventud - Psyche - La encrucijada                                    |
|         | Tercer movimiento  | La ebria multitud - La Caja de Pandora - El Forzudo - Pandora Triunfante |
| Parte 2 | Cuarto movimiento  | Las Madres - El Mundo de Pandora. Las Visiones de los Hijos              |
|         | Quinto movimiento  | Lamento - Los Nuevos Dioses. Acusación - Destrucción                     |
|         | Sexto movimiento   | Pysche Inmortal                                                          |

### Vestuario
Hein Heckroth, colaborador de Jooss desde los años 20, estaba a cargo del diseño de vestuario y la escenografía tildado de Fauvista por varios expertos. 